# Станка (Њамц)
Станка (рум. Stânca) насеље је у Румунији у округу Њамц у општини Пипириг. Oпштина се налази на надморској висини од 542 m.

## Становништво
Према подацима из 2002. године у насељу је живело 1491 становника, од којих су сви румунске националности.